# Тоя молдавська
Аконі́т молда́вський або то́я молда́вська (Aconitum moldavicum, народні назви — вовкобой, вовкобойник) — рідкісна трав'яниста рослина. Належить до родини жовтецеві (Ranunculaceae).
Внесена до «Переліку рідкісних і таких, що перебувають під загрозою зникнення, видів рослинного світу на території Тернопільської області» (рішення Тернопільської обласної ради від 11 листопада 2002 № 64).
Росте в широколистяних лісах, на узліссях, серед чагарників.